# Astropecten anacanthus
Astropecten anacanthus är en sjöstjärneart som beskrevs av Hubert Lyman Clark 1926. Astropecten anacanthus ingår i släktet Astropecten och familjen kamsjöstjärnor. Inga underarter finns listade i Catalogue of Life.